# 福岡商品取引所
福岡商品取引所（ふくおかしょうひんとりひきじょ）は、福岡県福岡市に存在した商品先物取引所である。
2006年12月1日に、関西商品取引所と合併して、解散した。

## 概要（解散前）
- 所在地 : 福岡市博多区博多駅南1丁目8番36号 取引所ビル
- 上場商品 : ブロイラー、とうもろこし、輸入大豆、大豆ミール、小豆、精糖
- 会員：68名（農産物市場62名、砂糖市場32名）
- 取引員：42名（農産物市場42名、砂糖市場8名）

## 沿革
- 1953年　「関門穀物商品取引所」を創立、設立、登記、開所（所在地：山口県下関市西之端52番地）
- 1954年　「関門商品取引所」に名称変更、砂糖市場（粗糖、精糖）開設
- 1955年　取引所を新築の商取会館に移転（下関市南部町10番地の1）
- 1960年　ビート糖上場
- 1961年　アメリカ大豆上場
- 2001年　市場の移転・「福岡商品取引所」に名称変更
- 2006年12月1日　関西商品取引所に合併され、解散